# Sanae Takaichi
Sanae Takaichi (高市 早苗, Takaichi Sanae) est une femme politique japonaise née le 7 mars 1961 à Nara, dans la préfecture du même nom. Membre du Parti libéral-démocrate, elle représente la préfecture de Nara à la Chambre des représentants du Japon depuis 1993, et est nommée à plusieurs reprises à plusieurs postes au sein de différents gouvernements, devenant notamment la première femme à briguer le poste de ministre des Affaires intérieures et des Communications. 
Femme politique de premier plan au Japon, elle est candidate à plusieurs reprises pour la présidence de son parti, et est, en 2024, la première femme à accéder au second tour des élections à la présidence du PLD. Si Shigeru Ishiba remporte finalement cette élection, elle devient la femme japonaise à avoir été le plus proche du poste de Premier ministre. 
Considérée comme conservatrice, même au sein de son parti, Takaichi est affiliée au lobby révisionniste Nippon Kaigi et est un fervent soutien de l'ancien premier ministre Shinzō Abe. Elle se montre critique vis-à-vis des excuses du gouvernement japonais et de ses crimes déroulés durant la Seconde Guerre mondiale, et est favorable à la visite par les membres du gouvernement du sanctuaire Yasukuni, sanctuaire shinto considéré par certains comme l'un des symboles nationalistes du Japon, qu'elle visite régulièrement. Conservatrice également sur le plan social, elle exprime à plusieurs reprises son opposition au mariage homosexuel, ainsi qu'aux tentatives de changer la loi japonaise imposant aux couples mariés de partager le même nom. 

## Jeunesse, études et carrière pré-électorale
Takaichi naît le 7 mars 1961 dans la préfecture de Nara. Fille de parents modestes — sa mère est policière à Nara et son père travaille dans une usine automobile —, Takaichi grandit dans la ville de Nara, où elle effectue ses études. Bien qu'admise aux prestigieuses universités Waseda et Keiō à Tokyo après les examens d'entrée à l'université, ses parents ne peuvent pas se permettre de l'envoyer vivre à Tokyo, arguant la nécessité de payer les études de son jeune frère. Takaichi rejoint ainsi l'université de Kobe, une université publique plus proche de Nara. Considérée comme une rebelle pendant ses études, Takaichi développe notamment un fort intérêt pour les motos, ainsi que le heavy métal.
En 1987, elle effectue une année d'échange aux États-Unis, où elle effectue un stage d'assistante parlementaire aux côtés de la sénatrice démocrate du Colorado Patricia Schroeder. Elle poursuit ensuite son cursus à l'Institut Matsushita de politique et de management, dont elle ressort diplômée en 1989.
Après ses études, Takaichi se spécialise dans une carrière télévisuelle, et devient présentatrice pour plusieurs émissions de variétés ou d'informations sur TV Asahi. Elle y côtoie Renhō, future présidente du Parti démocrate du Japon, alors elle aussi présentatrice. Ses chroniques étaient alors marquées par son look punk assumé, ainsi que son fort accent de la région du Kansai. Elle arrête rapidement ses chroniques, et devient professeure d'économie dans une université privée.

## Carrière électorale

### Débuts en politique

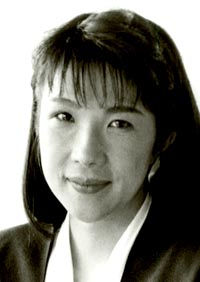
Takaichi en 1998, lors de sa nomination au gouvernement Obuchi.

Takaichi commence sa carrière politique en 1992, alors qu'elle désire obtenir l'investiture du Parti libéral-démocrate pour l'élection à la Chambre des conseillers du Japon de la même année. Bien qu'elle échoue à obtenir cette investiture, elle se présente tout de même dans la circonscription électorale de Nara, sa circonscription natale, en tant qu'indépendante. Elle échoue néanmoins à se faire élire à l'issue de cette élection. L'année suivante, lors des élections législatives japonaises de 1993, elle se présente à nouveau dans la circonscription de Nara, toujours en tant qu'indépendante, et est cette fois élue, faisant son entrée à la Diète du Japon,. Elle participe à la création du très éphémère Parti libéral japonais de 1994, dissous moins de 6 mois après sa création, et rejoint le Shinshintō en décembre 1994, lors de sa création.  
Elle est candidate à nouveau lors des élections législatives japonaises de 1996, cette fois dans la première circonscription uninominale de la préfecture de Nara, toujours sous les couleurs du Shinshintō. Élue à nouveau, elle quitte néanmoins ce parti seulement quelques mois après son élection pour rejoindre le PLD. Elle rejoint en 1998 le gouvernement Obuchi, au poste de secrétaire parlementaire chargée de l'Économie, du Commerce et de l'Industrie. Candidate à sa réélection lors des élections législatives japonaises de 2000, elle est cette fois la tête de liste proportionnelle du PLD dans la circonscription proportionnelle du Kinki, et est réélue à cette occasion. En 2002, elle rejoint le premier gouvernement Koizumi, au poste de vice-ministre chargée de l'Économie, du Commerce et de l'Industrie. 
Takaichi perd néanmoins son siège en 2003, alors qu'elle se présente à nouveau dans la première circonscription de la préfecture de Nara, face au candidat du Parti démocrate du Japon Sumio Mabuchi. Bien qu'elle n'abandonne pas la politique, elle continue sa carrière universitaire pendant ce temps, et enseigne l'économie à l'université Kindai. En 2005, lors des élections législatives japonaises de la même année, elle se présente cette fois dans la deuxième circonscription de la préfecture de Nara, toujours sous l'investiture du PLD, et effectue son retour à la Diète du Japon. 

### Ministre des gouvernements Abe

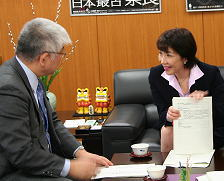
, médecin japonais, et Sanae Takaichi, alors ministre de l'Innovation, en 2007.

En 2006, Takaichi sert au sein du premier gouvernement de Shinzō Abe en qualité de ministre d'État chargée d'Okinawa et aux Territoires du Nord, ministre d'État chargée de la Politique scientifique et Technologie, ministre d'État chargée de l'Innovation, ministre d'État chargée de la Natalité et l'Égalité des sexes, et enfin ministre d'État chargée la Sécurité alimentaire. C'est également à cette époque qu'elle commence à obtenir des postes au sein de l'organigramme interne du PLD, notamment la présidence du comité chargé des questions liées à la jeunesse, ou celui chargé des questions liées au textile et l'industrie de la mode. 
Elle retrouve par la suite son poste de vice-ministre chargée de l'Économie, du Commerce et de l'Industrie dans les gouvernements Fukuda et Asō. 
Takaichi perd son siège de la deuxième circonscription de Nara à l'issue des élections législatives japonaises de 2009, mais conserve un siège à la Diète grâce à la relance proportionnelle. Désormais dans l'opposition, à la suite de la prise du pouvoir par le Parti démocrate du Japon, elle se rapproche encore plus de Shinzō Abe. Elle retrouve son siège lors des élections législatives japonaises de 2012, et est nommée la même année directrice du cabinet de stratégie politique du PLD par Abe. 

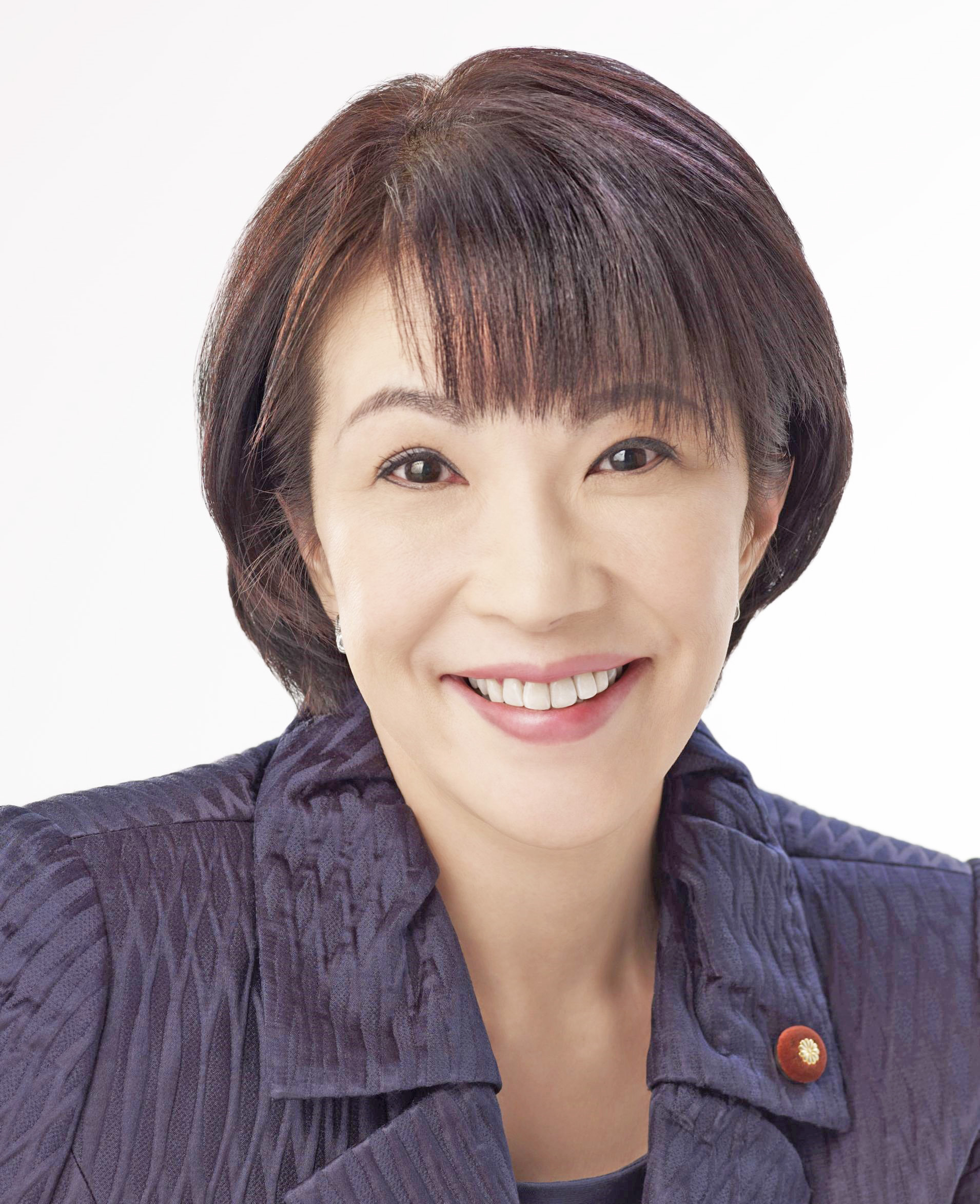
Portrait officiel de Takaichi en 2010.

Le 3 septembre 2014, Sanae Takaichi accède au poste de ministre des Affaires intérieures et des Communications, au sein du second gouvernement de Shinzō Abe, succédant ainsi à Yoshitaka Shindō,. Elle devient la première femme à occuper ce poste. Lors des élections législatives de la même année, elle conserve son siège avec une large avance sur son opposant démocrate. Durant sa période au ministère, elle est également responsable d'un redécoupage des circonscriptions électorales japonaises. Elle devient en 2017 la personnalité politique avec le mandat le plus long à ce poste, et est remplacée la même année par Seiko Noda,. Elle conserve plusieurs postes importants dans l'organigramme du PLD, où elle est nommée présidente du siège de la cybersécurité, ou à la chambre des représentants, où elle dirige la Commission du règlement de la Diète du Japon.
Takaichi retrouve ce poste en 2019, dans le gouvernement Abe IV, en 2019. Durant cette période, elle s'implique notamment dans des lois sur la redevance télévisuelle japonaise, ainsi que dans des mesures de soutien aux industries touchées par la pandémie de Covid-19,. Elle n'est pas reconduite en 2020 dans ses fonctions lors dans le gouvernement Suga, laissant plusieurs de ses travaux en cours à son successeur Ryōta Takeda.

### Ère post-Abe et candidatures à la présidence du PLD
Elle se déclare en 2021 candidate pour succéder à Yoshihide Suga, avant même l'annonce de sa démission. Dans le rapport de force qui l'oppose à d'autres chefs du parti, elle bénéficie notamment des faveurs des ex-Premiers ministres Shinzo Abe et Yoshirō Mori dont elle est connue pour avoir des positions politiques semblables,. Parmi les autres figures du PLD, elle est notamment soutenue par Tomomi Inada, ancienne ministre de la Défense, Eriko Yamatani, Yasutoshi Nishimura ou Satsuki Katayama,. Elle ancre notamment sa politique économique, nommée « Sanaenomics », dans la continuité de celle de Abe, les « Abenomics », qui visent la reconstruction de l’économie, un assouplissement monétaire et la promotion de la croissance,,. Bien qu'elle ne remporte pas cette élection, que Fumio Kishida remporte, elle crée la surprise en dépassant les intentions de sondages à son égard.

En 2022, Takaichi est nommée au sein du gouvernement Kishida II, au poste de Ministre chargée de la sécurité économique,. La même année, elle également nommée directrice de la section préfectorale du PLD de Nara, devenant la première femme à occuper ce poste.

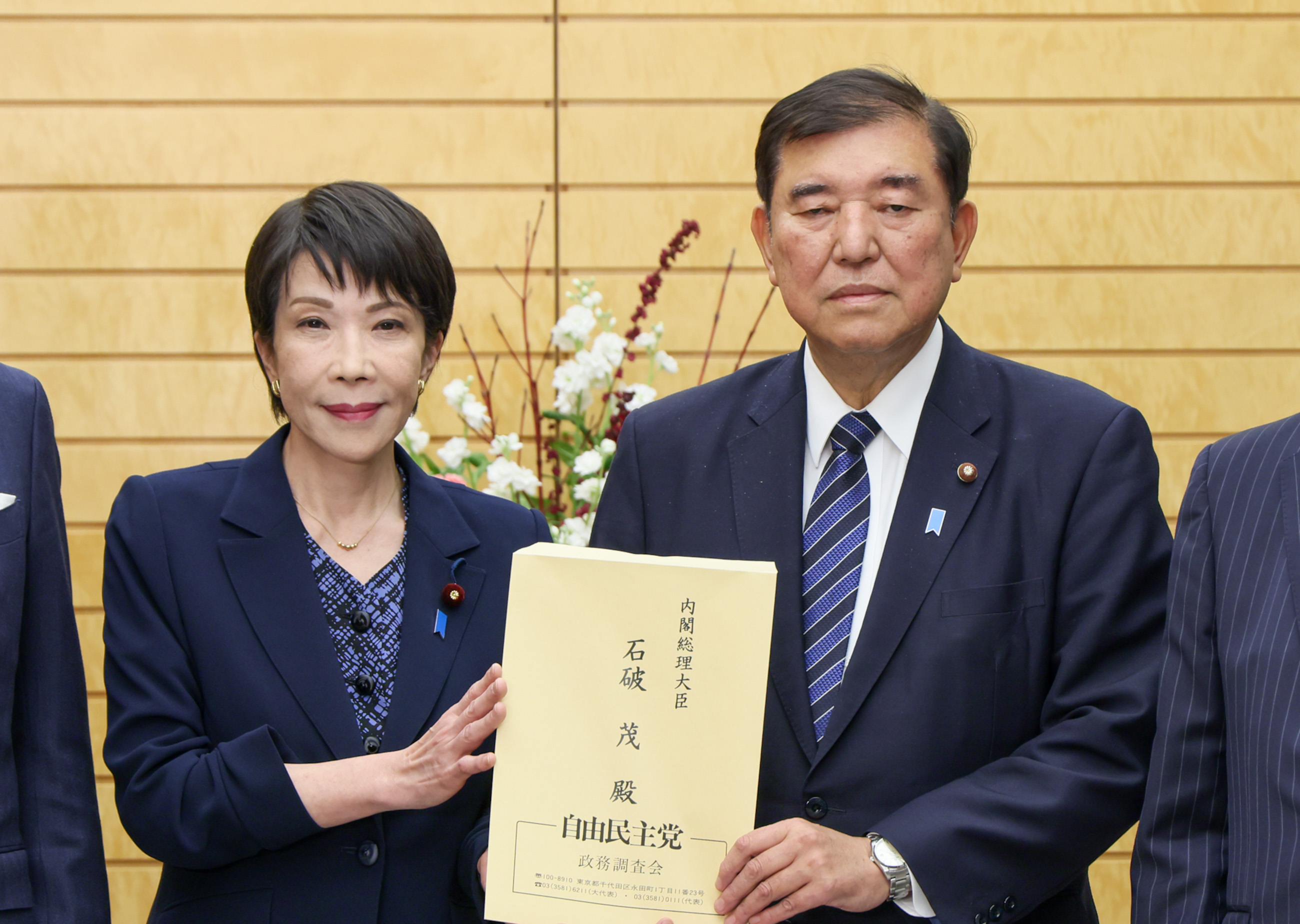
Shigeru Ishiba et Sanae Takaichi en 2024, lors du deuxième tour de l' élection à la présidence du Parti libéral-démocrate japonais.

En septembre 2024, à la suite de la démission de Fumio Kishida de la présidence du PLD, Takaichi est candidate à sa succession et donc au poste de Premier Ministre du Japon. Elle s'oppose notamment à Yōko Kamikawa, Toshimitsu Motegi, Yoshimasa Hayashi, Shigeru Ishiba et Shinjirō Koizumi,. Sa candidature est soutenue, entre autres, par Haruko Arimura, Mio Sugita et Hirofumi Nakasone. Elle organise cette fois sa campagne autour de son programme économique, ainsi qu'autour de sa volonté de faire du Japon une puissance majeure du Pacifique, notamment par l'intermédiaire d'une modification de la constitution anti-militariste du Japon. Takaichi milite également pour un maintien des forces américaines dans la zone.
Bien qu'elle arrive au second tour de cette élection, en ayant devancé Shigeru Ishiba à la fois dans le vote des parlementaires et dans le vote des adhérents, elle perd le second tour. Elle devient à cette occasion la femme ayant été le plus proche du poste de Premier Ministre au Japon. À la suite de cette élection, Takaichi se voit proposer par Ishiba le poste prestigieux de présidente du conseil général du PLD, qu'elle refuse. Elle prend en novembre 2024 la présidence d'un nouveau comité au sein du PLD, dédié à la lutte contre la cybercriminalité,. La même année, elle est largement réélue dans son fief de Nara lors des élections législatives japonaises de 2024, initiées après une dissolution de la Diète du Japon par Shigeru Ishiba. 

## Positionnement politique

### Politique internationale
Sur les questions de politique extérieure, elle insiste particulièrement sur la « menace » que serait la Chine et entend augmenter massivement les dépenses militaires,,. Pour cette raison, elle s'affiche comme un fervent soutien de la souveraineté de Taïwan.
Takaichi est favorable à la construction d'installations japonaises sur les îles Senkaku, un archipel à l'origine d'un contentieux territorial entre la Chine et le Japon.

### Problématiques sociales
Elle adhère à des positions conservatrices concernant les questions de société. Elle rejette notamment le mariage entre personnes du même sexe, refuse d'autoriser les femmes à garder leur nom de jeune fille, s'offusque à l'idée de naissances hors mariage et milite pour que la possession du trône impérial continue de se faire exclusivement de père en fils,,. Takaichi véhicule également activement une vision paternaliste de la famille, avec des rôles bien définis pour les hommes et les femmes.

Takaichi est également opposée à la mise en place d'un système de quotas féminin permettant l'accès à des postes plus importants pour les femmes japonaises.

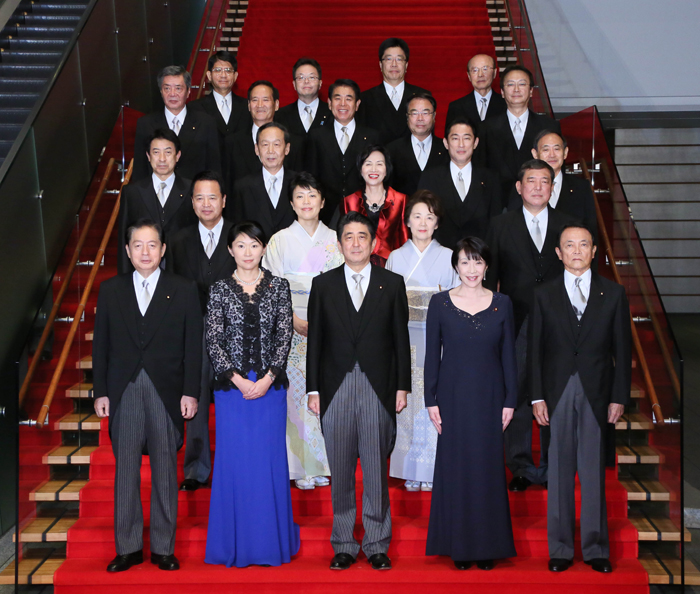
Takaichi, à droite de Shinzō Abe, au sein du gouvernement Abe II en 2014.

### Révisionnisme
Comme la plupart des membres des gouvernements Abe, et comme le Premier ministre Shinzo Abe lui-même, Takaichi est affiliée au mouvement révisionniste et nationaliste Nippon Kaigi,. De plus, Takaichi se dit favorable à une révision des déclarations de Kono et de Murayama, qui est la position officielle du gouvernement japonais sur la reconnaissance de l'implication de l'armée impériale dans l'utilisation de femmes de réconfort lors de la Seconde Guerre mondiale,. Plus généralement, Sanae Takaichi défend la fin de la repentance du Japon pour les crimes commis pendant la Seconde Guerre mondiale, affirmant qu'ils ont été fortement exagérés. Elle souhaite également que les manuels scolaires promeuvent la fierté nationale.
Elle est également favorable à la visite par les membres du gouvernement du sanctuaire Yasukuni, sanctuaire shinto, considéré par certains comme l'un des symboles nationalistes du Japon, mais également de son passé colonialiste. Elle-même s'y rendit publiquement alors qu'elle était ministre en août 2007, puis en octobre 2014, cette fois accompagnée de Haruko Arimura et d'Eriko Yamatani, puis encore une fois en 2020, et encore une fois en 2025, à l'issue des 80 ans de la capitulation du Japon.

### Prises de position diverses
Takaichi cite régulièrement Margaret Thatcher comme son inspiration dans le monde politique. Takaichi fait partie des défenseurs de la politique économique de Shinzō Abe, les Abenomics, et axe sa propre politique économique autour de la revitalisation de l’économie japonaise, d'un assouplissement monétaire et de la promotion de la croissance,,. Takaichi souhaite en effet encourager le libre-échange, avec les pays voisins du Japon, supprimer l'impôt progressif sur le revenu.
Takaichi souhaite également massivement investir dans les technologies de pointe, et introduire des cours obligatoires de programmation dans les écoles.

## Controverses
En 2014, Tomomi Inada, ministre du gouvernement Abe également jugée comme conservatrice, et Takaichi ont posé souriantes aux côtés de Kazunari Yamada, leader du Parti national-socialiste des travailleurs japonais, qui a fait l'éloge d'Adolf Hitler et des attentats du 11 septembre 2001 sur le World Trade Center,. Après la publication de la photo par la presse, Takaichi déclara ne pas être au courant de l'identité de l'homme. Un membre de son équipe insiste en affirmant qu'il s'agissait d'un assistant d'un journaliste, et que « nous ne savions pas qui il était à ce moment-là, mais il a demandé une photo »,.
La même année, elle créé également la polémique à la suite de son soutien affiché d'un livre controversé publié en 1994 et vantant les qualités électorales d'Adolf Hitler.
En février 2016, Takaichi créé la polémique en évoquant la possibilité d'ordonner la suspension des émissions aux radiodiffuseurs qui enfreignent la loi qui garantit l'équité politique, suscitant de vives critiques de la part des médias et des partis d'opposition.
En 2023, un représentant de l'opposition accuse Takaichi d'avoir, alors qu'elle était ministre des Affaires intérieures des Communications, fait pression sur plusieurs médias critiques du PLD et des différents gouvernements Abe. Bien qu'elle réfute ces accusations, assurant démissionner si ces fuites s'avèrent être vérifiées, elle affirme plus tard que les passages la concernant sont falsifiés, et nie toute implication,.

## Vie privée

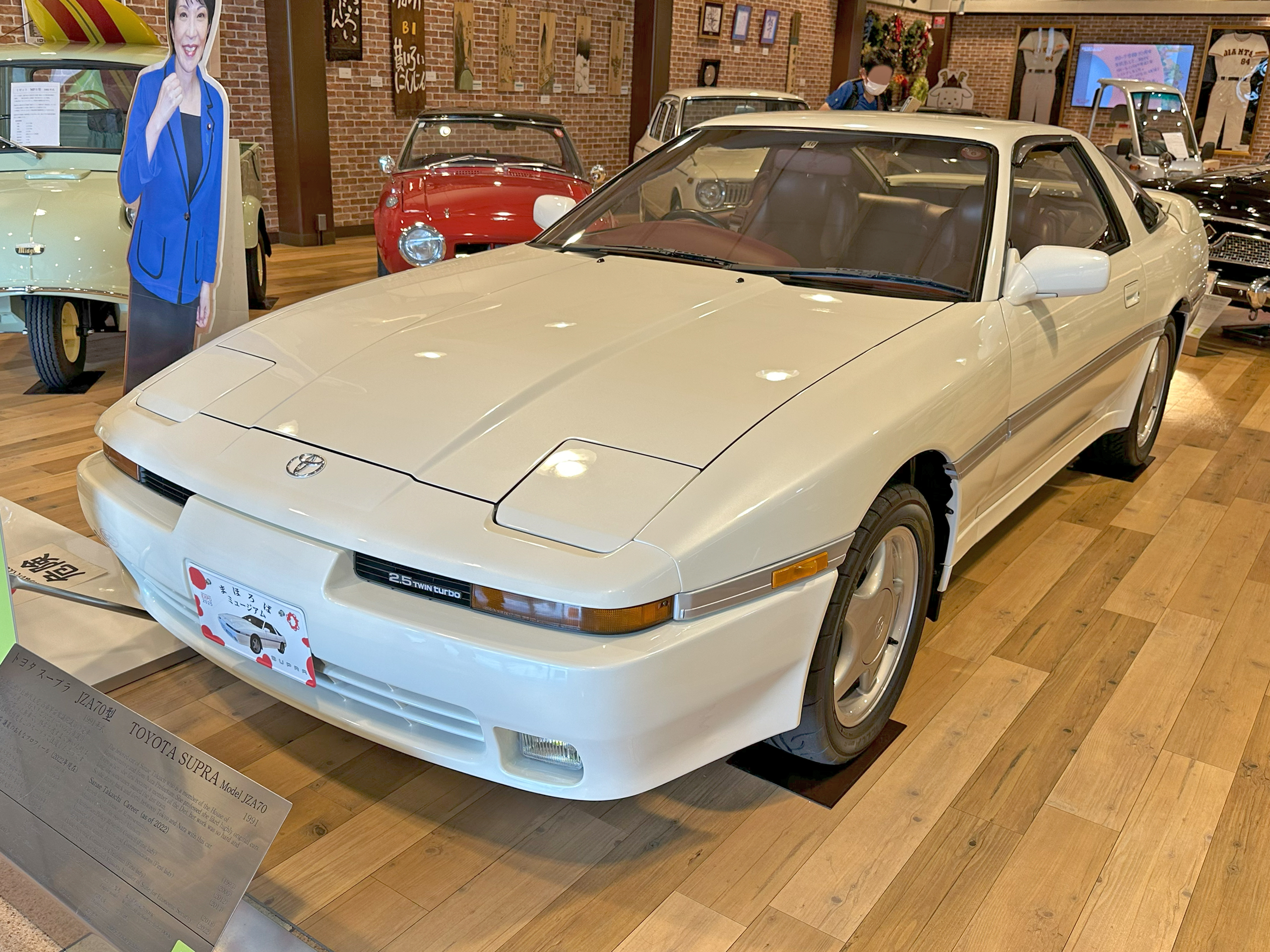
La voiture personnelle Toyota Supra en édition limitée de Sanae Takaichi, grande amatrice d'automobile.

Takaichi est mariée à Taku Yamamoto (en), lui aussi parlementaire pour le Parti libéral-démocrate. Le couple se rencontre en 2003, et se marie en 2004,. Takaichi et Yamamoto divorcent en 2017 pour des raisons de divergences politiques, mais restent proches, Yamamoto la soutenant notamment dans toutes les élections internes du PLD. Le couple renoue en 2021, et Yamamoto change son nom de famille en Takaichi, afin de rester cohérent avec les positions politiques de cette dernière. Bien que Takaichi soit sans enfants, elle est grand-mère quatre fois par l'intermédiaire des enfants de son mari.
Très grande amatrice de heavy métal, Takaichi se déclare fan du chanteur Demon Kakka (en), qu'elle rencontre plusieurs fois en tant que ministre des Communications, faisant de ce dernier la figure de proue d'une loi visant la promotion de la radio nipponne. Elle-même a formé un groupe de métal durant ses années universitaires, où elle était batteuse.
Grosse fumeuse, Takaichi est également une très grande supportrice de l'équipe de baseball des Hanshin Tigers, une équipe basée à Osaka,. Elle apprécie également les produits dérivées de la franchise Hello Kitty. 
Takaichi est également une férue d'automobile et une grande amatrice des voitures de sport. Elle conduit un modèle en édition limité de Toyota Supra depuis 25 ans, dont elle prend énormément soin,. Dans sa jeunesse, elle prend également part à plusieurs courses de motos. Elle est d'ailleurs à l'initiative d'un club bipartisan à la Diète du Japon d'amateur de motos.